# General Francisco Villa, Oaxaca
General Francisco Villa är en ort i Mexiko.   Den ligger i kommunen Loma Bonita och delstaten Oaxaca, i den sydöstra delen av landet, 400 km öster om huvudstaden Mexico City. General Francisco Villa ligger 74 meter över havet och antalet invånare är 294.
Terrängen runt General Francisco Villa är platt. Runt General Francisco Villa är det ganska glesbefolkat, med 28 invånare per kvadratkilometer. Närmaste större samhälle är Loma Bonita, 10,7 km norr om General Francisco Villa. Omgivningarna runt General Francisco Villa är en mosaik av jordbruksmark och naturlig växtlighet.